# Cantó de Lo Sigolés
El cantó de Lo Sigolés és un cantó francès del departament de la Dordonya, situat al districte de Brageirac. Té 15 municipis i el cap és Lo Sigolés.

## Municipis
- Cunèja
- Flaujac
- Gajac e Rolhàs
- Gardona
- La Móngia e Sent Martin
- Mescola
- Mont Basalhac
- Monestièr
- Pompòrt
- Rasac de Saucinhac
- Ribanhac
- Rofinhac del Sigolés
- Saucinhac
- Lo Sigolés
- Tenac

## Història
| Data d'elecció                           | Identitat        | Partit                    | Qualitat |
| ---------------------------------------- | ---------------- | ------------------------- | -------- |
| 1977-                                    | Michel Bourgeois | PS, després Divers gauche |          |
| les dades anteriors no són pas conegudes |                  |                           |          |
|                                          |                  |                           |          |

## Demografia
| 1962  | 1968  | 1975  | 1982  | 1990  | 1999  | 2006  |
| ----- | ----- | ----- | ----- | ----- | ----- | ----- |
| 7.651 | 7.652 | 7.411 | 7.542 | 8.405 | 8.844 | 9.506 |